# Kiratas (tribu)

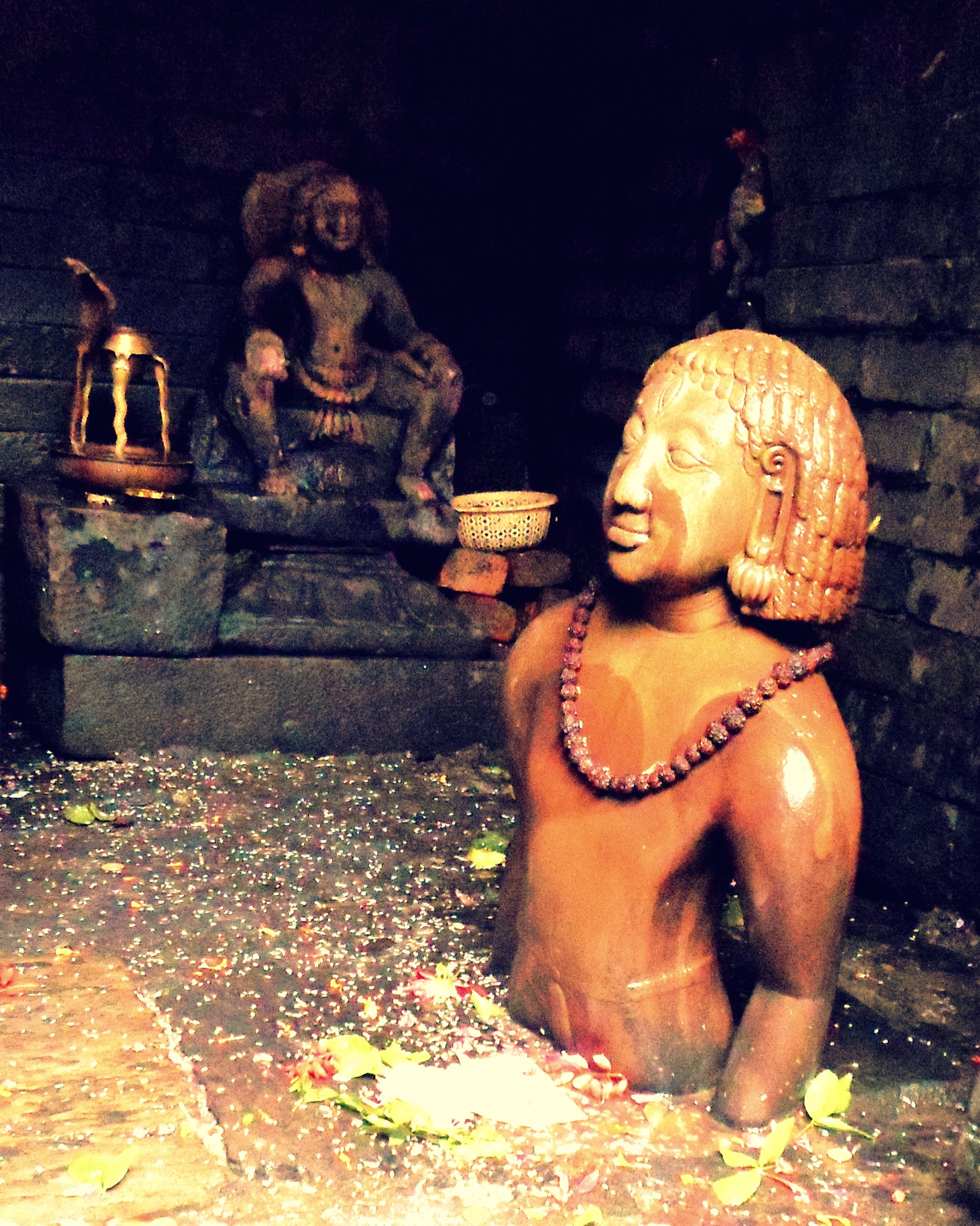
Dios Shivá.

Según la literatura sánscrita, los kiratas eran tribus que vivían en las montañas (particularmente en los Himalayas y el noreste de la India) y que poseían rasgos mongoloides.
- kirāṭa, en el sistema AITS (alfabeto internacional de transliteración sánscrita).
- किराट, en escritura devánagari.

Son mencionados junto con los china (‘chinos’), y eran diferentes de los nishadas.
Aparecen por primera vez en el Iáyur-veda
En el Mānavá-dharma-sastra 10.44 se los menciona como chatrías (una de las tres castas superiores), lo que podría significar que habían sido considerados una cultura desarrollada, pero fuera del ámbito de la influencia brahmánica.
Según el Raya-taramguini (8.132), un kirāṭa es un mercader.
En cambio, en el Bhágavata-purana 12.3.35 a los mercaderes se les llama kirīṭa.
Se especula que el término kirata es una sanscritización del nombre tribal sino-tibetano, como el de los kirant o kiranti del este de Nepal.
Se atribuye origen kirata a personajes importantes como Valmiki (autor del Ramaiana) o el propio Buda.

## Creencias religiosas
Existe evidencia de que los kiratas eran devotos del dios Shivá.
El Majábharata relata que el príncipe pándava Áryuna quiso tener el dárshan del dios Shivá, entonces viajó a los bosques de los valles del Himalaya. Un jabalí lo atacó y Áryuna le disparó una flecha que lo mató, pero al acercarse a recuperar la flecha, un kirata de gran contextura llegó también a recuperar la flecha. Se atacaron hasta que el kirata, satisfecho, le dijo a Áryuna que él era el propio Shivá.
Según la Sociedad Asiática de Bengala (1875), Áryuna tomó el aspecto, la nacionalidad y el nombre de un kirata durante un año para aprender arquería y otras artes marciales con este Shivá, quien decía ser el dios que gobernaba a los kiratas.

## Desmitificación
Aunque vivían en los Himalayas y otras regiones inaccesibles, los kiratas no quedaron en el estatus de superhumanos que disfrutaban otras tribus como los gandharvas, kinnaras (‘¿qué hombre?’), kimpurushas (‘¿qué varón?’) e iakshas.
Posiblemente esto se debió a su interacción más intensa con los pueblos védicos, lo cual habría dado como resultado la desmitificación.

## En textos védicos
La mitología da una indicación de su posición geográfica.
En el Majábharata, Bhimá (uno de los cinco hermanos Pándavas) se encontró con kiratas al este del país de Videja, donde nació su hijo Gatotkacha; y en general los habitantes de los Himalayas, especialmente de los Himalayas orientales se llamaban kiratas.
Se los menciona como amarillentos o dorados, al contrario de los nishadas o los dasa, que eran de piel muy oscura.
En el Ioga-vásista 1.15.5 (del siglo XI al XIV), el rey dios Rama habla de una kirāṭeneva vāgurā (‘trampa preparada por los kiratas’).
En esa época se creía que los kiratas eran tramperos en los bosques (los que hacen pozos para capturar venados y otros animales).
El mismo texto cuenta acerca del rey Suraghu, el líder de los kiratas, que era amigo del rey persa Parigha.